# Soledad García Muñoz
Soledad García Muñoz (Arenas de San Pedro) es una abogada hispano-argentina, especialista en Derecho Internacional de los Derechos Humanos, especialista en Derecho Internacional, Derechos Humanos, género y medio ambiente. 
Ella es también una activista ecofeminista, con particular dedicación a la protección de los derechos de las mujeres y de las poblaciones en situación de vulnerabilidad, como las personas viviendo en la pobreza, migrantes, pueblos indígenas, personas afrodescencientes y LGBTI.
Entre los años 2017 y 2023 fue la primera Relatora Especial sobre Derechos Económicos, Sociales, Culturales y Ambientales de la Comisión Interamericana de Derechos Humanos
Titular de la Cátedra Drinan Chair 2023/2024, es profesora visitante de Georgetown University Law Center y consultora de distintas instituciones nacionales e internacionales. 

## Trayectoria
Se licenció en Derecho en la Universidad de Alcalá en 1992 y se diplomó en Estudios Avanzados en Derechos Humanos por la Universidad Carlos III de Madrid (2004). Inició su trayectoria profesional como abogada en Madrid con despacho propio de 1993 a 1998.   
En 1998 se trasladó a Argentina donde asumió la presidencia de Amnistía Internacional Argentina. También fue vicepresidenta del Comité Ejecutivo Internacional de AI y Presidenta de su Grupo de Trabajo sobre Género y Diversidad. Fue profesora de la Facultad de Ciencias Jurídicas y Sociales de la Universidad de La Plata y Coordinadora del Área de Género y Derechos Humanos de las Mujeres. En 2004 cuando estaba al frente de Amnistía Internacional lanzó la campaña “Está en nuestras manos, no más violencia contra las mujeres. Fue coordinadora del Proyecto CEDAW-Argentina del Instituto Interamericano de Derechos Humanos (IIDH), integrante del Grupo de Expertas sobre Indicadores de Progreso de los Derechos Humanos de las Mujeres, de la Comisión Interamericana de Mujeres (CIM).  Desde 2009 hasta 2017 estuvo al frente de la Oficina Regional para Suramérica del Instituto Interamericano de Derechos Humanos (IIDH) para América del Sur con base en Montevideo.
Ha realizado consultorías en distintas agencias de Naciones Unidas, la Organización Internacional para la Migraciones (OIM), la Organización de los Estados Americanos (OEA), la Organización Iberoamericana de la Juventud (OIJ), el Comité Latinoamericano y Caribeño de Derechos de las Mujeres (CLADEM), el Centro de Derechos Humanos de la De Paul University de Chicago, la Procuraduría de Derechos Humanos de la República de Guatemala, entre otras.
En julio de 2017 fue elegida por la Comisión Interamericana de Derechos Humanos (CIDH) para ser la primera relatora especial sobre Derechos Económicos, Sociales, Culturales y Ambientales (DESCA), una oficina autónoma y especialmente creada para apoyar a la CIDH en el cumplimiento de su mandato de promoción y protección de los derechos económicos, sociales, culturales y ambientales en América.
Como primera jefa de la Oficina de REDESCA, lideró su instalación, diseñó su primera agenda estratégica y gestionó todo lo relacionado con su operación, incluyendo la movilización de recursos, así como de talento humano. En este puesto, fue asesora principal de la CIDH y de la OEA en los asuntos del mandato, promoviendo e impulsando avances históricos en la protección de los DESCA y la incorporación de la perspectiva de indivisibilidad de los derechos humanos al sistema interamericano. Así, impulsó el desarrollo de informes, casos y estándares sobre nuevos temas para la CIDH y el Sistema Interamericano, tales como: pobreza y derechos humanos, empresas y derechos humanos; derechos ambientales, y cambio climático; DESCA de los pueblos indígenas y afrodescendientes; movilidad humana y DESCA o pandemia y los derechos humanos.
Como Relatora Especial, también se desempeñó como experta del Grupo de Trabajo del Protocolo de San Salvador de la OEA, órgano del que fue presidenta entre 2021 y 2023.
En el sistema de casos de la CIDH, Soledad García Muñoz asesoró a la Comisión en las distintas fases del proceso de examen de peticiones relacionadas con derechos y temas DESCA. Habiendo coincidido el inicio de su mandato con el inicio de la jurisprudencia de la Corte Interamericana de Derechos Humanos declarando justiciable el artículo 26 del Pacto de San José, a través del caso Lagos del Campo, su apoyo técnico aportó a la consolidación de la justiciabilidad directa de los DESCA en la jurisprudencia de la Comisión y de la Corte Interamericana de Derechos Humanos.
Asumió su responsabilidad el 15 de agosto de 2017 y fue designada por tres años renovable una vez.En 2020 fue renovada en el cargo, habiendo finalizado su mandato el 31 de agosto de 2023.
Asimismo, por nombramiento del Secretario General de la OEA, encabezó la Misión de Observación Electoral (MOE) de dicha organización para las elecciones regionales del 29 de octubre en Colombia.
Finalizado su mandato como Relatora Especial, fue designada titular de la Cátedra Drinan Chair 2023/2024, de Georgetown University Law Center, Facultad donde se desempeña como profesora visitante, impartiendo un curso en el semestre de primavera centrado en los derechos económicos, sociales, culturales y ambientales, con especial atención en la emergencia climática, así como el tema empresas y derechos humanos. Además, participa en la programación del Instituto de Derechos Humanos de la misma casa de estudios, sirve como mentora de estudiantes y pronunció la conferencia anual Drinan sobre Derechos Humanos.